# Gareth Llewellyn
Pas d'image ? Cliquez ici

a Compétitions nationales et continentales officielles uniquement.

b Matchs officiels uniquement.
Dernière mise à jour le 2019-11-22.
Gareth Owen Llewellyn, né le 27 février 1969 à Cardiff, est un joueur gallois de rugby à XV jouant au poste de deuxième ligne. International gallois, il détient un temps le record de sélections de son pays, pour être dépassé par Gareth Thomas.
C'est le père du joueur de rugby à XV Max Llewellyn.

## Carrière

### En club
Llewellyn joue pour les clubs de Neath, Harlequins, Neath-Swansea Ospreys, Narbonne, des Bristol Shoguns et devient entraîneur des avants au club de Tonmawr qui sert de pépinière aux Ospreys.

### En équipe nationale
Il joue pour la première fois pour les Gallois le 4 novembre 1989 contre la Nouvelle-Zélande. Il remporte le Tournoi des Cinq Nations 1994 que son pays n'avait plus gagné 1988. Mais ce bon résultat est suivi par une déroute l'année suivante, Cuillère de bois dans le Tournoi et élimination sans gloire lors de la Coupe du monde. Il bat le record de sélections détenu alors par Neil Jenkins (87) lors d'un test-match contre l'Argentine le 12 juin 2004. Il est sept fois capitaine de l'équipe du pays de Galles participe à trois Coupes du monde de rugby en 1995, 1999 et 2003. Il est professionnel de rugby sur trois décennies et a connu huit entraîneurs entraîneurs. À la suite du Grand Chelem gallois en 2005, il  annonce sa retraite du rugby professionnel. Son frère, Glyn Llewellyn, est aussi un joueur de rugby pour l'équipe nationale du pays de Galles.

## Palmarès
En sélection
- Tournoi des Cinq Nations :
  - Vainqueur (1) : 1994

Avec Neath
- Championnat du pays de Galles :
  - Champion (2) : 1991 et 1996
- Coupe du pays de Galles :
  - Vainqueur (2) : 1989 et 1990
  - Finaliste (2) : 1993 et 1996